# Exostema parviflorum
Exostema parviflorum là một loài thực vật có hoa trong họ Thiến thảo. Loài này được A.Rich. ex Humb. & Bonpl. mô tả khoa học đầu tiên năm 1808.